# Arabe yéménite
L'arabe yéménite est un groupe de variétés d'arabe parlées au Yémen, en Somalie, et à Djibouti.

## Description
Il est généralement considéré comme un groupe de dialectes très conservateur, présentant de nombreuses caractéristiques classiques que l’on ne retrouve pas dans la plupart des pays arabophones.